# Agave filifera subsp. schidigera
Agave filifera subsp. schidigera ist eine Unterart der Pflanzenart Agave filifera aus der Gattung der Agaven (Agave). Ein englischer Trivialname ist „Maguey Century Plant“.

## Beschreibung
Agave filifera subsp. schidigera bildet einen kurzen Stamm. Die einzelnen Rosetten sind symmetrisch angeordnet. Sie erreichen Wuchshöhen von 70 bis 100 cm. Die variablen, dünnen, biegsamen, grünen bis bläulichen Blätter sind 30 bis 50 cm lang und 1,5 bis 4 cm breit. Die Blattränder sind braun bis weiß und grob faserig. Der braune, variable Enddorn ist 0,5 bis 2 cm lang.
Der ährige Blütenstand wird 2 bis 3,5 m hoch. Die kurzgestielten, grünen, bis gelbgefärbten Blüten sind 30 bis 45 mm lang und erscheinen im oberen Bereich des Blütenstandes. Die schmale, trichterige Blütenröhre ist 7 bis 10 mm lang.
Die variabel geformten dreikammerigen Kapselfrüchte sind 12 bis 20 mm lang und 6 bis 9 mm breit. Die schwarzen Samen sind bis 3,5 mm lang und bis 2 mm breit.
Die Blütezeit reicht von Juli bis August.

## Systematik und Verbreitung
Das Verbreitungsgebiet von Agave filifera subsp. schidigera erstreckt sich in Mexiko von den Bundesstaaten Chihuahua, Durango, Sinaloa, Zacatecas, Durango, San Luis Potosi, Nayarit, Jalisco, Hidalgo, Veracruz, Aguascalientes, Guanajuato, Michoacán und Guerrero bis in Höhen von 2550 m. Sie ist vergesellschaftet mit zahlreichen Sukkulenten- und Kakteenarten.
Die Erstbeschreibung als Agave schidigera durch Charles Lemaire ist 1861 veröffentlicht worden. Bernd Ullrich stellte die Art 1992 als Unterart in die Art Agave filifera. Synonyme sind Agave vestitata Watson, Agave disceptata Drummond und Agave perplexans Trel.
Agave filifera subsp. schidigera ist ein Vertreter der Gruppe Filiferae. Sie ist nahe verwandt mit Agave filifera, jedoch sind Unterschiede in Form, Größe und Blattstruktur erkennbar.